# Éter vinílico
El éter vinílico (también conocido como éter divinílico u óxido de vinilo) es un anestésico inhalado que fue introducido en 1931 y comercializado por Merck and Co.

## Características químicas
El éter vinílico es un líquido incoloro transparente con un olor característico. Menos denso que el agua y sus vapores son más pesados que el aire.

## Propiedades
Las propiedades anestésicas del éter vinílico fueron descubiertas por el farmacólogo Chauncey D. Leake y Mei-Yu Chen quienes lo encontraron preferible al cloroformo tras haberlo probado en ratones.
El éter vinílico fue empleado en obstetricia, cirugías menores y en odontología.

## Características
1. Rápida inducción y recuperación
2. Muy volátil
3. Baja incidencia de náuseas y vómitos
4. Muy útil para procedimientos cortos
5. Caro: 60 centavos por 25 ml en 1935[6]

En investigaciones posteriores se realizaron extensos estudios fisiológicos, patológicos y clínicos sobre perros, monos y humanos y se demostró a partir de las determinaciones de las concentraciones en la sangre necesarias para producir anestesia que la potencia anestésica del éter vinílico es cuatro veces mayor que la del éter etílico y una y tres décimas mayor que la del cloroformo.

## Situación actual
Hoy el Éter vinílico ha sido desplazado como anestésico y se emplea más en la industria en la elaboración de polímeros de cloruro de polivinilo.